# 黃翅怖油鯰
黃翅怖油鯰，為輻鰭魚綱鯰形目長鬚鯰科的其中一種，分布於南美洲亞馬遜河及奧里諾科河流域，體長可達60公分，棲息在河川底部，屬雜食性，以有機碎屑為食，生活習性不明，可做為食用魚。